# Maximilian Götz
Maximilian Götz (* 4. Februar 1986 in Ochsenfurt) ist ein deutscher Automobilrennfahrer. Götz startete von 2010 bis 2014 in der ADAC GT Masters und gewann dort 2012 die Fahrerwertung. 2014 entschied er die Blancpain Sprint Series für sich. 2015 und 2016 trat Götz in der DTM an. Am 10. Oktober 2021 wurde er am Norisring erstmals DTM-Gesamtsieger.

## Karriere
Götz begann seine Motorsportkarriere 1996 im Kartsport, in dem er bis 2001 aktiv blieb. 2002 wechselte Götz in den Formelsport für Mücke Motorsport startete er in der deutschen Formel BMW. Götz gewann drei Rennen und wurde mit 183 zu 264 Punkten Zweiter hinter Nico Rosberg. Intern setzte er sich gegen Thomas Holzer durch, der mit 130 Punkten den sechsten Gesamtrang erreichte. 2003 bestritt Götz seine zweite Saison in der deutschen Formel BMW für Mücke Motorsport. Götz gewann sechs Rennen und entschied die Meisterschaft für sich. Mit 259 zu 216 Punkten setzte er sich damit im Titelkampf gegen Sebastian Vettel durch.
2004 wechselte Götz in die Formel-3-Euroserie zu TME. Für die letzte Veranstaltung wechselte er zum Team Kolles. Für diesen Rennstall erzielte er seine ersten Punkte in der Formel-3-Euroserie. Er schloss die Saison auf dem 19. Platz in der Gesamtwertung ab. 2005 ging Götz in der Formel-3-Euroserie zunächst für HBR Motorsport an den Start. Nach dem vierten Rennwochenende verlor er sein Cockpit. Für das letzte Rennen kehrte er in die Formel-3-Euroserie zurück und vertrat Adrian Sutil bei ASM Motorsport. Bereits bei seinem ersten Start erzielte er den dritten Platz. In der Fahrerwertung verbesserte er sich auf den 14. Rang.
Nach einem Jahr Pause wechselte Götz Internationale Formel-Master-Saison 2007 in die internationale Formel Master zu ISR Racing. Nach dem dritten Rennwochenende verlor er sein Cockpit. Er hatte bis dahin in jedem Qualifying die Pole-Position erzielt und in den Rennen zwei zweite Plätze erreicht. Am Saisonende lag er auf dem zehnten Platz der Gesamtwertung. Götz trat anschließend bei vier Veranstaltungen als Gaststarter in der Formel-3-Euroserie für RC Motorsport an. 2008 war Götz wieder als regulärer Pilot in der Formel-3-Euroserie aktiv. Er verließ RC Motorsport und die Serie jedoch bereits nach dem vierten Rennwochenende. In der Fahrerwertung wurde er 22.
2009 wechselte Götz in den GT-Sport. Er nahm zunächst an drei Rennen der Lamborghini Blancpain Super Trofeo teil und erreichte den siebten Platz in der Pro-Wertung. 2010 wechselte Götz in die ADAC GT Masters und trat für s-Berg Racing zu einer Veranstaltung an. 2011 bestritt Götz die vollständige ADAC-GT-Masters-Saison für verschiedene Teams. Mit einem dritten Platz als bestem Ergebnis schloss er die Saison auf dem 20. Gesamtrang ab. 2012 trat Götz zusammen mit Sebastian Asch für das kfzteile24 MS Racing Team in einem Mercedes-Benz SLS AMG GT3 in der ADAC GT Masters an. Götz und Asch gewannen zwar nur ein Rennen, entschieden die Meisterschaft jedoch mit insgesamt acht Podest-Platzierungen bei 16 Rennen für sich.
2013 wechselte Götz zu HTP Motorsport, die in diesem Jahr unter dem Namen Polarweiss Racing starteten. Götz bildete ein Fahrerduo mit Maximilian Buhk. Die beiden gewannen ein Rennen und wurden in der Fahrerwertung Dritte. Darüber hinaus nahm Götz 2013 an zwei Rennen der Blancpain Endurance Series für HTP Motorsport teil. Zusammen mit Buhk und Bernd Schneider gewann er beide Läufe. Gemeinsam mit Schneider belegte Götz den zweiten Platz im GT3 Pro Cup, den Buhk, der an einem Rennen mehr teilgenommen hatte, gewann. 2014 war Götz für HTP Motorsport erneut in mehreren Serien aktiv. In der ADAC-GT-Masters-Saison 2014 fuhr er mit wechselnden Teamkollegen und wurde Fünfter in der Fahrerwertung. In der Blancpain Sprint Series 2014 gewann Götz zusammen mit Buhk drei Rennen und wurde viermal Zweiter. Bei einem Rennen wurde Buhk durch Nico Verdonck vertreten. Götz und Verdonk erreichten einen dritten Platz. Damit entschied Götz die Fahrerwertung mit 142 zu 126 Punkten gegen Buhk für sich. Außerdem absolvierte Götz ein Rennen in der Blancpain Endurance Series 2014.
2015 kehrte Götz zu Mücke Motorsport zurück und trat in einem Mercedes in der DTM an. Er wählte die 84 als seine Startnummer. Mit einem fünften Platz als beste Platzierung schloss er die Saison auf dem 22. Gesamtrang ab. Zur DTM-Saison 2016 wechselte Götz innerhalb der Mercedes-Teams zu HWA. Ein vierter Platz war sein bestes Ergebnis und er wurde 20. in der Fahrerwertung.
Am 10. Oktober 2021 wurde Götz auf dem Norisring in Nürnberg Meister der DTM-Saison 2021.

## Statistik

### Karrierestationen
- 1996–2001: Kartsport
- 2002: Deutsche Formel BMW (Platz 2)
- 2003: Deutsche Formel BMW (Meister)
- 2004: Formel-3-Euroserie (Platz 19)
- 2005: Formel-3-Euroserie (Platz 14)
- 2007: Internationale Formel Master (Platz 10)
- 2008: Formel-3-Euroserie (Platz 22)
- 2009: Lamborghini Blancpain Super Trofeo, Pro (Platz 7)
- 2010: ADAC GT Masters
- 2011: ADAC GT Masters (Platz 20)
- 2012: ADAC GT Masters (Meister)
- 2013: ADAC GT Masters (Platz 3)
- 2013: Blancpain Endurance Series, GT3 Pro (Platz 2)
- 2014: ADAC GT Masters (Platz 5)
- 2014: Blancpain Sprint Series (Meister)
- 2014: Blancpain Endurance Series, GT3 Pro (Platz 16)
- 2015: DTM (Platz 22)
- 2016: DTM (Platz 20)
- 2017: ADAC GT Masters (Platz 16)
- 2018: ADAC GT Masters (Platz 4)
- 2021: DTM (Meister)
- 2022: DTM (Platz 11)
- 24-Stunden-Rennen auf dem Nürburgring 2022 (Platz 2)
- 2022: ADAC GT Masters (Platz 16)
- 2022: Intercontinental GT Challenge
- 2023: Intercontinental GT Challenge
- 2023: Nürburgring Langstrecken Serie – Klasse SP9 Pro
- 24-Stunden-Rennen auf dem Nürburgring 2023 (Platz 4)

### Sebring-Ergebnisse
| Jahr | Team                        | Fahrzeug             | Teamkollege  | Teamkollege        | Platzierung | Ausfallgrund |
| ---- | --------------------------- | -------------------- | ------------ | ------------------ | ----------- | ------------ |
| 2022 | Alegra Motorsports          | Mercedes-AMG GT3 Evo | Daniel Morad | Michael de Quesada | Rang 35     |              |
| 2025 | Korthoff Competition Motors | Mercedes-AMG GT3 Evo | Kenton Koch  | Seth Lucas         | Ausfall     | Motorschaden |

### Einzelergebnisse in der DTM
| Saison | Team              | Hersteller | 1   | 2   | 3   | 4   | 5   | 6   | 7   | 8   | 9   | 10  | 11  | 12  | 13  | 14  | 15  | 16  | 17  | 18  | Punkte | Rang |
| ------ | ----------------- | ---------- | --- | --- | --- | --- | --- | --- | --- | --- | --- | --- | --- | --- | --- | --- | --- | --- | --- | --- | ------ | ---- |
| 2015   | Mücke Motorsport  | Mercedes   | HO1 | HO1 | LAU | LAU | NOR | NOR | ZAN | ZAN | SPI | SPI | MOS | MOS | OSC | OSC | NÜR | NÜR | HO2 | HO2 | 25     | 22.  |
| 2015   | Mücke Motorsport  | Mercedes   | 16  | 16  | 15  | 16  | DNF | DNF | 15  | 16  | 20  | 7   | 16  | 18  | 16  | 18  | 5   | 6   | 10  | 14  | 25     | 22.  |
| 2016   | HWA               | Mercedes   | HO1 | HO1 | SPI | SPI | LAU | LAU | NOR | NOR | ZAN | ZAN | MOS | MOS | NÜR | NÜR | HUN | HUN | HO2 | HO2 | 17     | 20.  |
| 2016   | HWA               | Mercedes   | DNF | 12  | 15  | 22  | 16  | DNF | 8   | 12  | DNF | DNF | 4   | 16  | 10  | 23  | 23  | 17  | 17  | 19  | 17     | 20.  |
| 2021   | Haupt Racing Team | Mercedes   | MNZ | MNZ | LAU | LAU | ZOL | ZOL | NÜR | NÜR | SPI | SPI | ASS | ASS | HOC | HOC | NOR | NOR |     |     | 230    | 1.   |
| 2021   | Haupt Racing Team | Mercedes   | 2   | 10  | DNF | 1   | 7   | 2   | 4   | 4   | 2   | 3   | 4   | 6   | 5   | 3   | 1   | 1   |     |     | 230    | 1.   |
| 2022   | Winward Racing    | Mercedes   | POR | POR | LAU | LAU | IMO | IMO | NOR | NOR | NÜR | NÜR | SPA | SPA | SPI | SPI | HOC | HOC |     |     | 80     | 11.  |
| 2022   | Winward Racing    | Mercedes   | 11  | 5   | 10  | 15  | 20  | 9   | 6   | 6   | 4   | 5   | 2   | 15  | 7   | 7   | 15  | DNF |     |     | 80     | 11.  |

| Legende  | Legende            | Legende                                                          |
| Farbe    | Abkürzung          | Bedeutung                                                        |
| -------- | ------------------ | ---------------------------------------------------------------- |
| Gold     | –                  | Sieg                                                             |
| Silber   | –                  | 2. Platz                                                         |
| Bronze   | –                  | 3. Platz                                                         |
| Grün     | –                  | Platzierung in den Punkten                                       |
| Blau     | –                  | Klassifiziert außerhalb der Punkteränge                          |
| Violett  | DNF                | Rennen nicht beendet (did not finish)                            |
| Violett  | NC                 | nicht klassifiziert (not classified)                             |
| Rot      | DNQ                | nicht qualifiziert (did not qualify)                             |
| Rot      | DNPQ               | in Vorqualifikation gescheitert (did not pre-qualify)            |
| Schwarz  | DSQ                | disqualifiziert (disqualified)                                   |
| Weiß     | DNS                | nicht am Start (did not start)                                   |
| Weiß     | WD                 | zurückgezogen (withdrawn)                                        |
| Hellblau | PO                 | nur am Training teilgenommen (practiced only)                    |
| Hellblau | TD                 | Freitags-Testfahrer (test driver)                                |
| ohne     | DNP                | nicht am Training teilgenommen (did not practice)                |
| ohne     | INJ                | verletzt oder krank (injured)                                    |
| ohne     | EX                 | ausgeschlossen (excluded)                                        |
| ohne     | DNA                | nicht erschienen (did not arrive)                                |
| ohne     | C                  | Rennen abgesagt (cancelled)                                      |
| ohne     | keine WM-Teilnahme |                                                                  |
| sonstige | P/fett             | Pole-Position                                                    |
| sonstige | 1/2/3/4/5/6/7/8    | Punktplatzierung im Sprint-/Qualifikationsrennen                 |
| sonstige | SR/kursiv          | Schnellste Rennrunde                                             |
| sonstige | *                  | nicht im Ziel, aufgrund der zurückgelegten Distanz aber gewertet |
| sonstige | ()                 | Streichresultate                                                 |
| sonstige | unterstrichen      | Führender in der Gesamtwertung                                   |